# Crkva Rođenja Blažene Djevice Marije u Prčnju
Crkva Rođenja Blažene Djevice Marije u Prčnju je najveća rimokatolička crkva u Boki kotorskoj. Poznata je i kao Bogorodičin hram. 
Posvećena je rođenju Blažene Djevice Marije. Duga je 35 metara, široka 23 metra, a s kupolom visine je 31 metar. Po tome je najveći sakralni objekt u Boki kotorskoj i jedan je od najvećih na Jadranu. Crkva je rađena prema projektu mletačkog arhitekta Bernardina Maccaruzzia. Izgradnja je počela 1789. godine. Za dio financiranja izgradnje obvezali su se brodovlasnici iz Prčnja, koji su se obvezali da će pola svoje dobiti odvajati za troškove izgradnje. Drugi dio pomoći na koju su se brodovlasnici obvezali bio je u naturi, odnosno u besplatnoj usluzi dovoza bijelog kamena s Korčule koji je bio građevni materijal za ovu crkvu, a bio je vrlo cijenjeni materijal među graditeljima. Crkva Rođenja BDM trajala je vrlo dugo i uz prekide. Građena je između 1807. i 1867. godine, a izgradnju su usporavale i prekidale političke i ekonomske okolnosti. Završena je tek 1909. godine, kad je otvorena za bogoslužje. Sljedeće desetljeće proteklo je u radovima na detaljima. U međuvremenu, 1913. crkva je svečano posvećena. Posvetio ju je kotorski biskup Frano Uccellini.
Velike zasluge za dovršenje crkve pripadaju kotorskom biskupu Frani Ucceliniju. Za unutarnje uređenje župna crkva duguje don Niki Lukoviću, a osobito se ističe zbirka od 20 zavjetnih slika prčanjskih jedrenjaka. Sadrži slike predstavnika venecijanske škole, dragocjene ikona, predmeta od srebra i zlata i drugih crkvenih dragocjenosti. Pored njih su djela poznatih kipara i slikara, Meštrovića, Tomanovića, Lubarde, Rosandića, Radauša, Milunovića, Stojanovića, Mitrića, Đuranovića i ostalih.> U pinakoteci župne crkve je platno Mihovila Florija Sv. Petar s ključem i pijetlom (signirano i datirano 1822.).